# Fritz Möding
Fritz Möding (* 19. Jahrhundert; † 20. Jahrhundert) war ein deutscher Hockeyspieler.
Möding nahm mit der Mannschaft des Uhlenhorster HC als deutscher Vertreter an den Olympischen Spielen 1908 in London teil. Die Mannschaft belegte den fünften Rang.